# Basilikon
Le basilikon (en grec ancien :  βασιλικόν [νόμισμα] / basilikón [nómisma], « [monnaie] impériale »), généralement appelé doukaton (en grec ancien : δουκάτον / doukáton) était une pièce de monnaie d’argent, largement utilisée, émise dans la première moitié du XIVe siècle. Il marquait le retour à l’utilisation généralisée de monnaies d’argent dans l’Empire byzantin et annonçait l’abandon des monnaies d’or au milieu du même siècle.

## Historique
Le basilikon fut émis peu avant 1304 par l’empereur Andronic II Paléologue (r. 1282 – 1328) et imitait le ducat vénitien d’argent, aussi appelé « grosso » (pl. grossi); il devait principalement servir au paiement des mercenaires de la Compagnie catalane ,,. La pièce byzantine imitait par son iconographie le modèle vénitien avec un Christ assis à l’endos et  Andronic II de même que Michel IX Paléologue (r. 1294-1320), son fils, debout au revers  à la place de saint Marc et du doge de Venise. La similarité se retrouvait dans le nom, le « ducato » ou « monnaie du doge » devenant le « basilikon » ou « monnaie de l’empereur ». Les sources grecques de l’époque utilisent du reste le terme de « doukaton » dans l’un et l’autre cas.
Le basilikon avait une haute teneur en argent (o,920), était plat et non concave (scyphate) comme les autres monnaies byzantines, pesait 2,2 grammes et valait 1/12 d’hyperpère, correspondant ainsi à l’ancien « miliaresion » qui n’existait plus que comme unité de compte valant deux « keratia »,,. Le taux de change réel était toutefois habituellement inférieur et pouvait varier selon le prix de l’argent. Des sources contemporaines mentionnent des taux de change de 12,5, 13 ou même 15 basilika pour un hyperpère, . On sait qu’il existait aussi des pièces de un-demi basilikon.
Dans les années 1330 et 1340, le poids du basilikon fut fortement réduit, conséquence d’une pénurie d’argent dans toute l’Europe et le bassin méditerranéen, tombant jusqu’à 1,25 gramme à la fin des années 1340. Son émission cessa dans les années 1350 et il fut remplacé vers 1367 par le nouveau stavraton, plus lourd,.

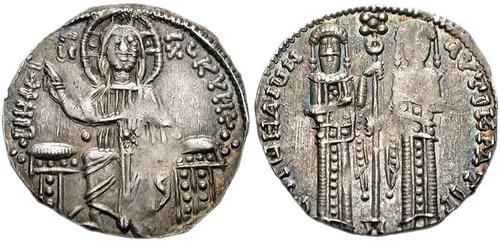
L’un des premiers basilika émis, représentant le Christ assis et, au verso, Andronic II et Michel IX tenant un labarum entre les deux.
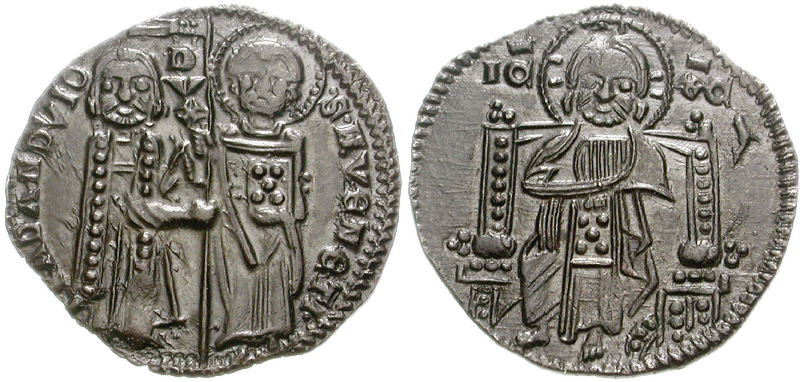
Grosso vénitien d’argent (Matapan) de Francesco Dandolo (vers 1328). La similarité iconographique avec le basilikon est évidente.